# Polychaeta nigra
Polychaeta nigra är en tvåvingeart som beskrevs av Macquart 1851. Polychaeta nigra ingår i släktet Polychaeta och familjen parasitflugor. Inga underarter finns listade i Catalogue of Life.